# Miaodigou

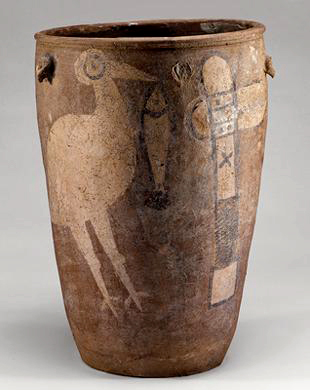
Urne der Miaodigou-Kultur

Die Miaodigou-Stätte (chinesisch 庙底沟遗址, Pinyin Miàodǐgōu yízhǐ, englisch Miaodigou site) ist eine bedeutende neolithische Fundstätte in China. Sie befindet sich in Miaodigou bei Sanmenxia, Provinz Henan, und wurde 1957 ausgegraben. Die archäologischen Funde umfassen historische Überreste aus der Zeit der Yangshao-Kultur (Miaodigou-I-Kultur) und der Longshan-Kultur (Miaodigou-II-Kultur).
Aufgrund der Stratigraphie dieses Fundortes wurde die Beziehung zwischen der Yangshao- und der Longshan-Kultur geklärt.
Die Miaodigou-Stätte steht seit 2001 auf der Liste der Denkmäler der Volksrepublik China (5-68).

## Miaodigou-II-Kultur
Die als Miaodigou II (d. h. die zweite Periode der Miaodigou-Kultur; Miàodǐgōu èrqī wénhuà 庙底沟二期文化; engl. Miaodigou II Culture) bezeichnete Kultur ist in den sogenannten zentralen Gebieten Chinas (d. h. Zhongyuan, am Mittel- und Unterlauf des Gelben Flusses) eine Zwischenstufe von Yangshao-Kultur und Longshan-Kultur. Sie dürfte zu den historischen Überresten der frühen Longshan-Kultur gehören, nach der Radiokohlenstoffmethode wird sie auf die Jahre −2780 ± 145 datiert.